# Runga jezik
Runga jezik (rounga, roungo, runga de ndele; ISO 639-3: rou), jedan od dva Runga-Kibet jezika, šire skupine Mabang, kojim govori oko 43 000 ljudi u graničnom području Čada i Srednjoafričke Republike.
Polovica govornika živi u Srednjoafričkoj Republici u prefekturi Bamingui-Bangoran, a ostali u Čadu u prefekturi Salamat. Mnogi znaju i shua ili čadski arapski [shu] (Boyd 1989). Aiki koji se navodi kao alternativni naziv, možda je poseban jezik.

## Vanjske poveznice
- Ethnologue (14th)
- Ethnologue (15th)